# Freeheld (2007)
Freeheld is een korte Amerikaanse documentaire uit 2007, geregisseerd door Cynthia Wade.
De film vertelt het verhaal over de politieagente Laurel Hester die terminaal ziek werd en haar weduwepensioen wilde overdragen aan haar vriendin Stacie Andree, maar daar geen toestemming voor kreeg. Hiermee besloot ze haar recht te halen en ze zetten zich tevens in voor de gelijke rechten voor homostellen. De documentaire won in 2007 op het Sundance Film Festival de speciale juryprijs (korte film) en met de 80ste Oscaruitreiking in 2008 een Oscar voor beste korte documentaire.
In 2010 werd door Endgame Entertainment aangekondigd om een dramafilm gebaseerd op de documentaire te maken, die zal worden verfilmd onder dezelfde naam, waarvan het scenario wordt geschreven door Ron Nyswaner (bekend van onder meer Philadelphia) en de hoofdrollen worden gespeeld door Julianne Moore (Laurel Hester) en Ellen Page (Stacie Andree). De film ging september 2015 in première.